# Sandie Clair
Sandie Clair (Toló, 1 d'abril de 1988) és una ciclista francesa especialista en la modalitat de pista, en les proves de velocitat, contrarellotge i keirin. Ha obtingut diverses medalles als Campionats del Món, als Campionats del món júnior i als Campionats d'Europa.
Clair va guanyar dues medalles al Campionat del Món de Ciclisme en Pista, una de plata el 2011 i l'altra de bronze el 2008, així com quatre medalles al Campionat Europeu de Ciclisme a Pista entre els anys 2010 i 2012.
Així mateix, va participar en dos Jocs Olímpics d'Estiu, Londres 2012 i Rio de Janeiro 2016, ocupant el sisè lloc en la prova de velocitat per equips en les dues ocasions.

## Palmarès
- 2006
  -  Campiona del món júnior en 500 metres contrarellotge
- 2007
  -  Campiona d'Europa sub-23 en 500 metres contrarellotge
  -  Campiona de França de 500 metres contrarellotge
- 2008
  -  Campiona d'Europa sub-23 en 500 metres contrarellotge
  -  Campiona d'Europa sub-23 en Velocitat per equips (amb Virginie Cueff)
  -  Campiona de França de 500 metres contrarellotge
- 2009
  -  Campiona d'Europa sub-23 en 500 metres contrarellotge
  -  Campiona d'Europa sub-23 en Velocitat per equips (amb Virginie Cueff)
  -  Campiona de França de 500 metres contrarellotge
- 2010
  -  Campiona d'Europa en Velocitat
  -  Campiona d'Europa en Velocitat per equips (amb Clara Sanchez)
  -  Campiona d'Europa sub-23 en 500 metres contrarellotge
  -  Campiona d'Europa sub-23 en Keirin
  -  Campiona d'Europa sub-23 en Velocitat per equips (amb Virginie Cueff)
  -  Campiona de França de 500 metres contrarellotge
- 2011
  -  Campiona de França de 500 metres contrarellotge
- 2012
  -  Campiona de França de 500 metres contrarellotge
- 2013
  -  Campiona de França de 500 metres contrarellotge
  -  Campiona de França de Velocitat per equips

### Resultats a laCopa del Món
- 2008-2009
  - 1a a Cali, en Velocitat per equips